# Seyé (kommun)
Seyé är en kommun i Mexiko.   Den ligger i delstaten Yucatán, i den östra delen av landet, 1 000 km öster om huvudstaden Mexico City. Antalet invånare är 9 276. Arean är 187 kvadratkilometer.
Terrängen i Seyé är mycket platt.
Följande samhällen finns i Seyé:
- Seyé